# Catedral de Edimburgo
La catedral de Saint Giles, en español catedral de San Gil o San Egidio (o Saint Giles' Cathedral en inglés), es un edificio religioso histórico, construido a partir del siglo XII, emblemático de la ciudad de Edimburgo (Escocia).
El edificio es más comúnmente llamado High Kirk of Edinburgh (Gran Iglesia de Edimburgo). Su elemento más característico es su cúpula en forma de corona real. Es una de las dos parroquias de la Ciudad vieja de Edimburgo y está considerada como la iglesia madre del presbiterianismo y de la Iglesia de Escocia. No tiene oficialmente el título de catedral por la ausencia de éstas en la Iglesia de Escocia, aunque tuvo ese título en el pasado.
La iglesia actual data de finales del siglo XIV, siendo posteriormente restaurada en el siglo XIX. Tiene la categoría A de edificio protegido. La catedral está dedicada a San Giles, que es el santo patrono de Edimburgo y un santo muy popular en la Edad Media, patrono también de los tullidos y leprosos.

## Estatus

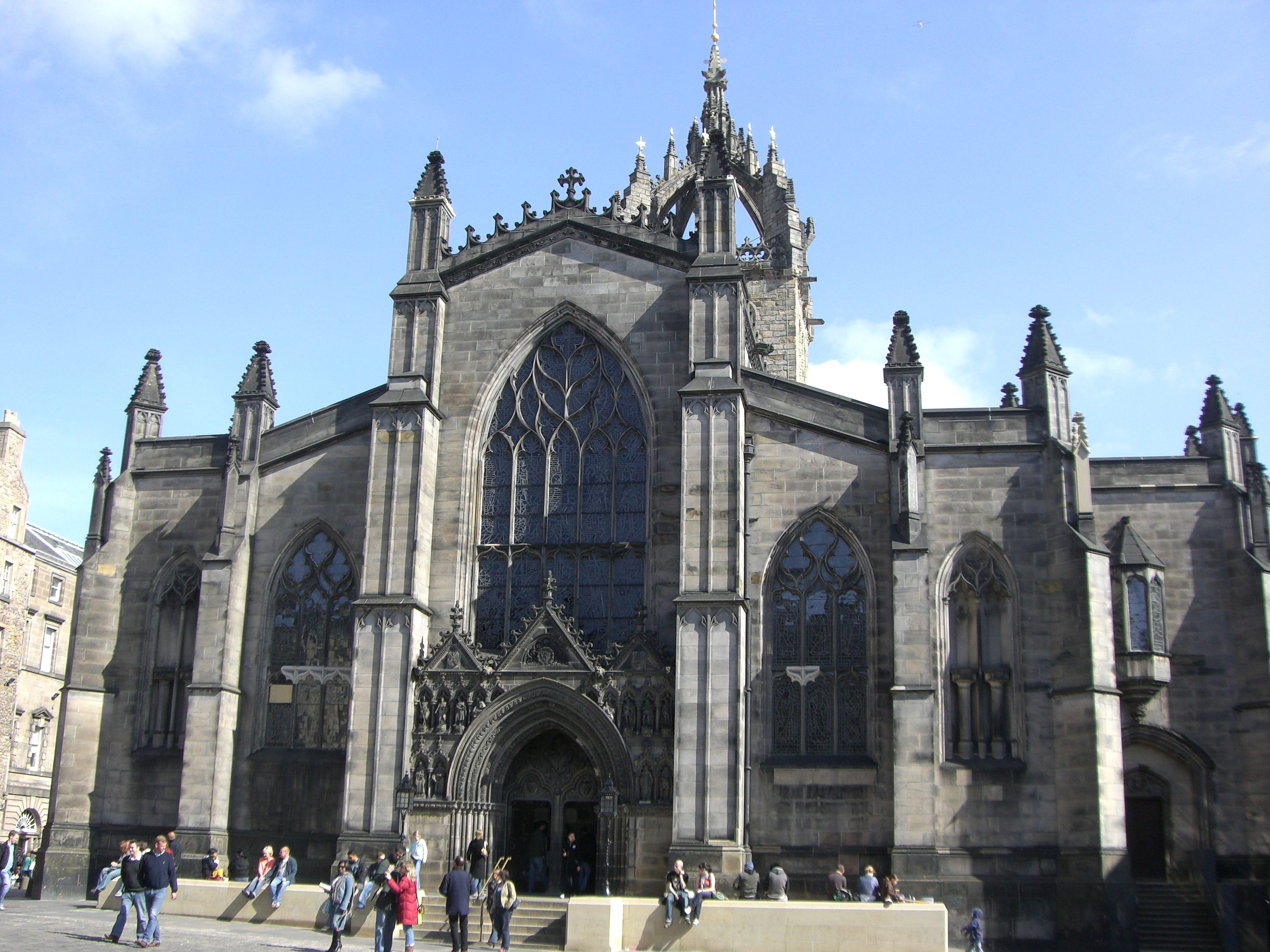
Catedral de San Giles vista desde West Parliament Square

La Catedral de San Giles fue solamente catedral en su sentido formal (es decir, el asiento de un obispo) durante dos períodos durante el siglo XVII (1635-1638 y 1661-1689), cuando la Iglesia episcopal escocesa era respaldada por la Corona de Escocia. Durante este período existió un conflicto al respecto denominado Guerra de los obispos.
En el período medieval, antes de la Reforma, Edimburgo no tenía catedral, pues el burgo real era parte de la Diócesis de St. Andrews, bajo el obispo de esta diócesis y la sede episcopal era la Catedral de St. Andrews. Durante la mayor parte de su historia posterior a la Reforma, la Iglesia de Escocia no ha tenido obispos, diócesis, ni catedrales. Como tal, el uso del término "catedral" no tiene actualmente un significado práctico. El título "High Kirk" (Gran Iglesia) es más antiguo, siendo atestiguado antes del breve período en el que el edificio fue catedral propiamente dicha, con un obispo.

## Historia
Las partes más antiguas del edificio son cuatro pilares, los cuales se dice que datan de 1124, aunque hay muy poca evidencia de esto. En 1385 el edificio sufrió un incendio y fue reconstruido en los años posteriores. A través de los años se han añadido muchas capillas, denominadas «pasillos», ampliando enormemente la iglesia y dejándola de plano bastante irregular. En 1466 St Giles fue establecida como una colegiata. En respuesta a esta elevación de estatus, se añadió una torre linterna alrededor de 1490, y el techo del presbiterio fue elevado, abovedado y se instaló un claristorio. A mediados del siglo XVI, inmediatamente antes de que la Reforma llegara a Escocia, había alrededor de cincuenta altares laterales en la iglesia, algunos de los cuales fueron pagados por gremios de comerciantes de la ciudad y dedicados a sus santos patronos.

### Reforma
Durante la Reforma Escocesa, su líder protestante John Knox fue elegido ministro de St. Giles por el Ayuntamiento de Edimburgo y declarado como tal el 7 de julio de 1559. Un vitral del siglo XIX en el lado sur de la iglesia lo muestra en un sermón fúnebre por el Regente James Douglas, IV conde de Morton, en 1570. El reformador John Knox fue enterrado en la Iglesia de San Gil el 24 de noviembre de 1572 junto a la tumba del Regente Morton. Una estatua de bronce de Knox, esculpida por James Pittendrigh Macgillivray en 1904, se encuentra actualmente en el pasillo norte del templo.
Durante la Reforma los candelabros de bronce fueron fundidos para ser convertidos en armas de fuego, y el relicario que contenía el brazo de San Giles (la reliquia más venerada de la ciudad) con un anillo de diamantes que pendía de uno de sus dedos (adquirido en 1454) y otros tesoros fueron vendidos a orfebres de Edimburgo. Alrededor de 1580, la iglesia fue dividida en salas separadas de predicación para adaptarse al estilo de adoración presbiteriana. Los tabiques se retiraron en 1633, cuando San Gil se convirtió en la catedral de la nueva sede de Edimburgo.

### Conflictos religiosos
El rey Carlos I de Inglaterra y el arzobispo William Laud intentaron promover creencias anglicanas en la Iglesia de Escocia, lo que los llevó a la publicación en 1637 del Libro de Oración Común.
Los disturbios de la oposición comenzaron cuando el Decano de Edimburgo, James Hannay, empezó a leer el nuevo libro de oración. Los disturbios llevaron al Covenanter y por lo tanto a las Guerras de los obispos; los primeros conflictos de las Guerras de los Tres Reinos, que incluyó la Guerra Civil Inglesa.

### Época reciente
Entre los años 1872 a 1883, Sir William Chambers, Lord Provost de Edimburgo, planeó y financió una importante restauración con el objetivo convertirla en un templo nacional: "la Abadía de Westminster de Escocia". El edificio se limpió y se retiraron galerías antiguas y paredes de partición, creando un único espacio interior por primera vez desde la década de 1630.
En el año 2002 fue descubierto en el techo de una de las partes más antiguas de la catedral, concretamente sobre el Pasillo de la Santa Cruz en la esquina noreste del templo, un hueso del brazo de un hombre, que según los investigadores podría pertenecer a San Gil (patrón de Edimburgo y santo titular de la catedral). Los registros de la catedral muestran que en 1454 un noble, Preston de Gordon, regaló al templo una reliquia, un hueso del brazo de San Gil. Aparentemente dicha reliquia desapareció durante la reforma escocesa debido a que los reformadores protestantes consideraban la retención de reliquias como idolatría. Si bien, este descubrimiento arroja la posibilidad de que la reliquia pudo haber sido ocultada durante la Reforma en el techo del templo para protegerla de ser profanada. Sin embargo, en la actualidad aún no ha podido ser probado que dicho hueso perteneciera a San Gil.

## Capilla Thistle
La Capilla Thistle (Capilla del Cardo) es una de las capillas más antiguas y es también la capilla de la Muy Noble Orden del Cardo, la orden de caballería más distinguida de Escocia. La capilla fue construida en 1911 en la esquina sureste de la iglesia. Es pequeña, pero exquisita, con accesorios tallados y pintados, de extraordinario detalle. Una figura representa a un ángel tocando la gaita. La Orden, fundada por el rey Jacobo II de Inglaterra en 1687, está formada por el monarca y 16 caballeros. Los caballeros son nombrados personalmente por el monarca, normalmente son escoceses y son personas que han realizado una contribución significativa a asuntos nacionales o internacionales.